# Szmalcownik

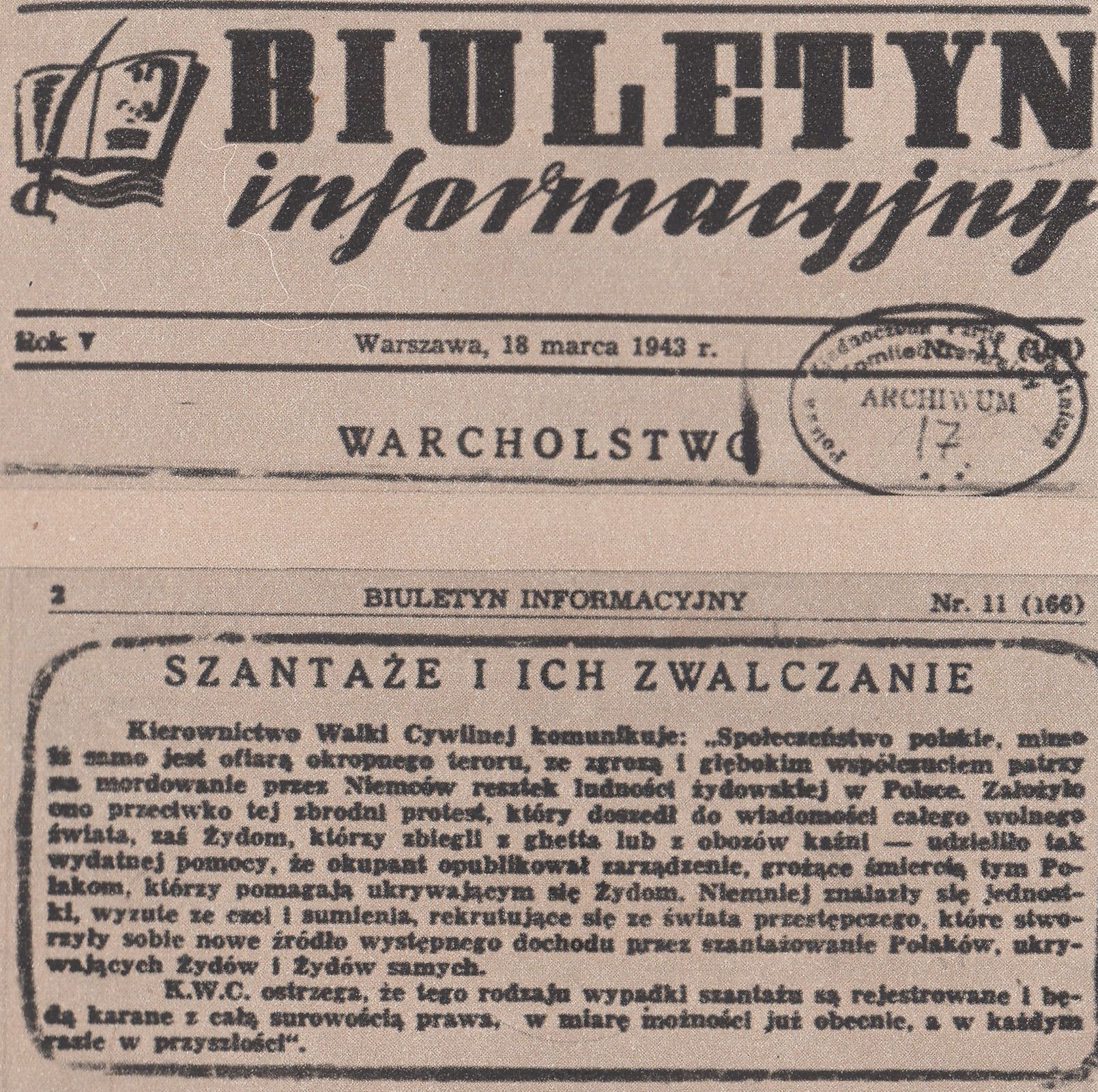
Komunikat Kierownictwa Walki Cywilnej dotyczący zwalczania szantaży i karania szmalcowników opublikowany w Biuletynie Informacyjnym 18 marca 1943

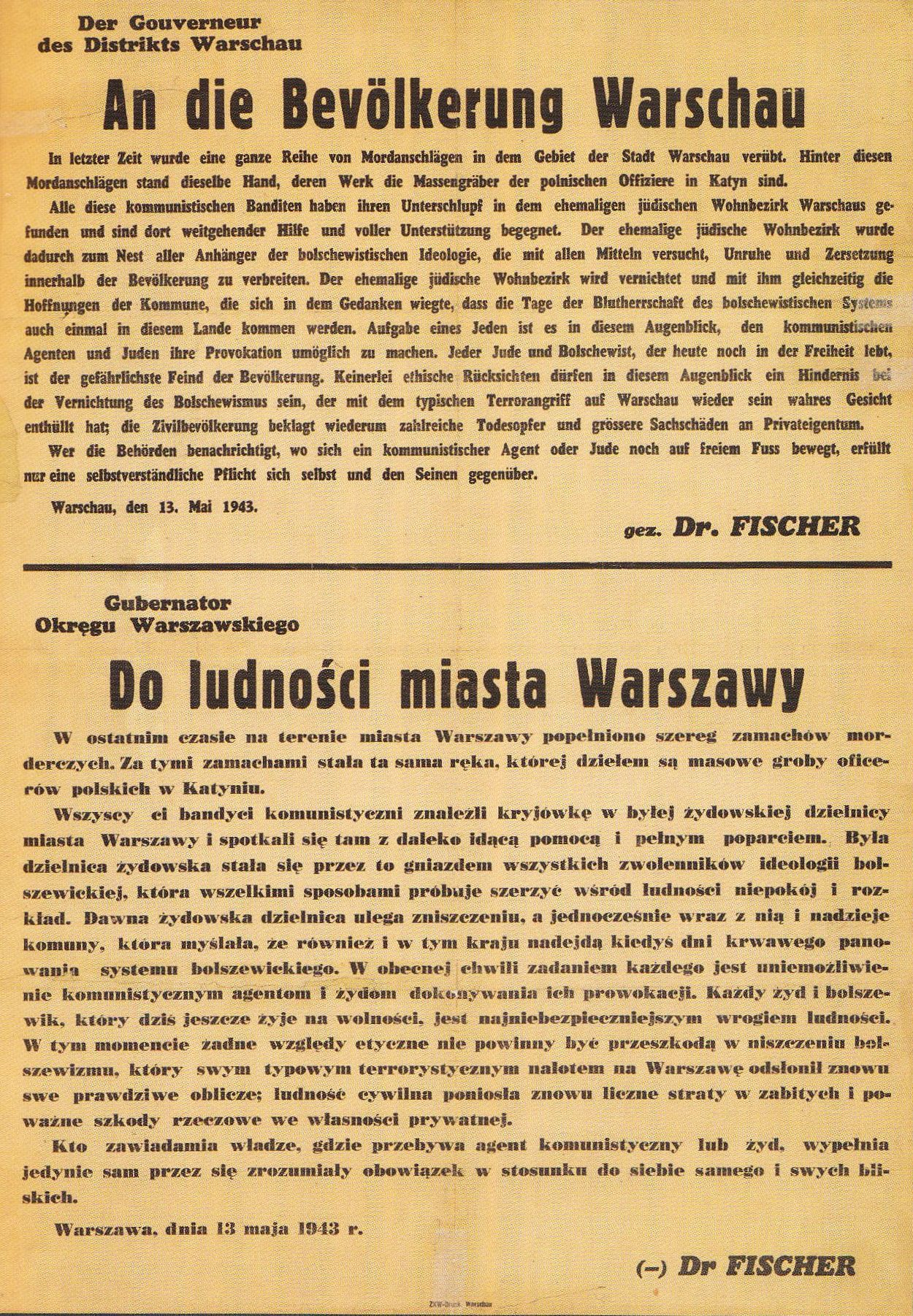
Obwieszczenie gubernatora dystryktu warszawskiego z 13 maja 1943 zachęcające mieszkańców Warszawy do wydawania władzom niemieckim agentów komunistycznych i Żydów

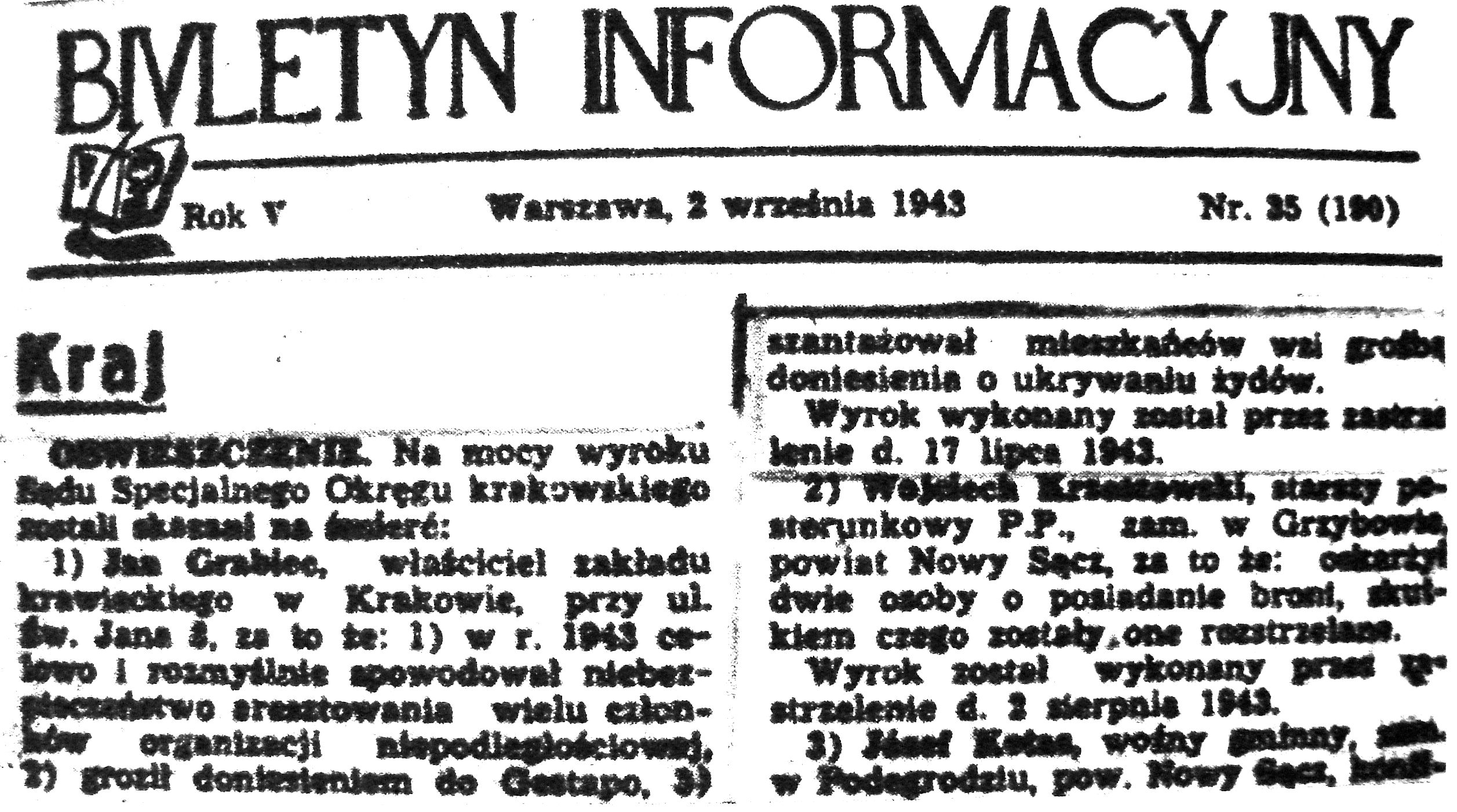
Notatka w Biuletynie Informacyjnym z 2 września 1943 o wykonaniu wyroku śmierci na Janie Grabcu, który m.in. szantażował mieszkańców wsi ukrywających Żydów. Był to jeden z pierwszych wyroków śmierci wydanych na szmalcownika przez cywilny sąd specjalny Polskiego Państwa Podziemnego podczas II wojny światowej

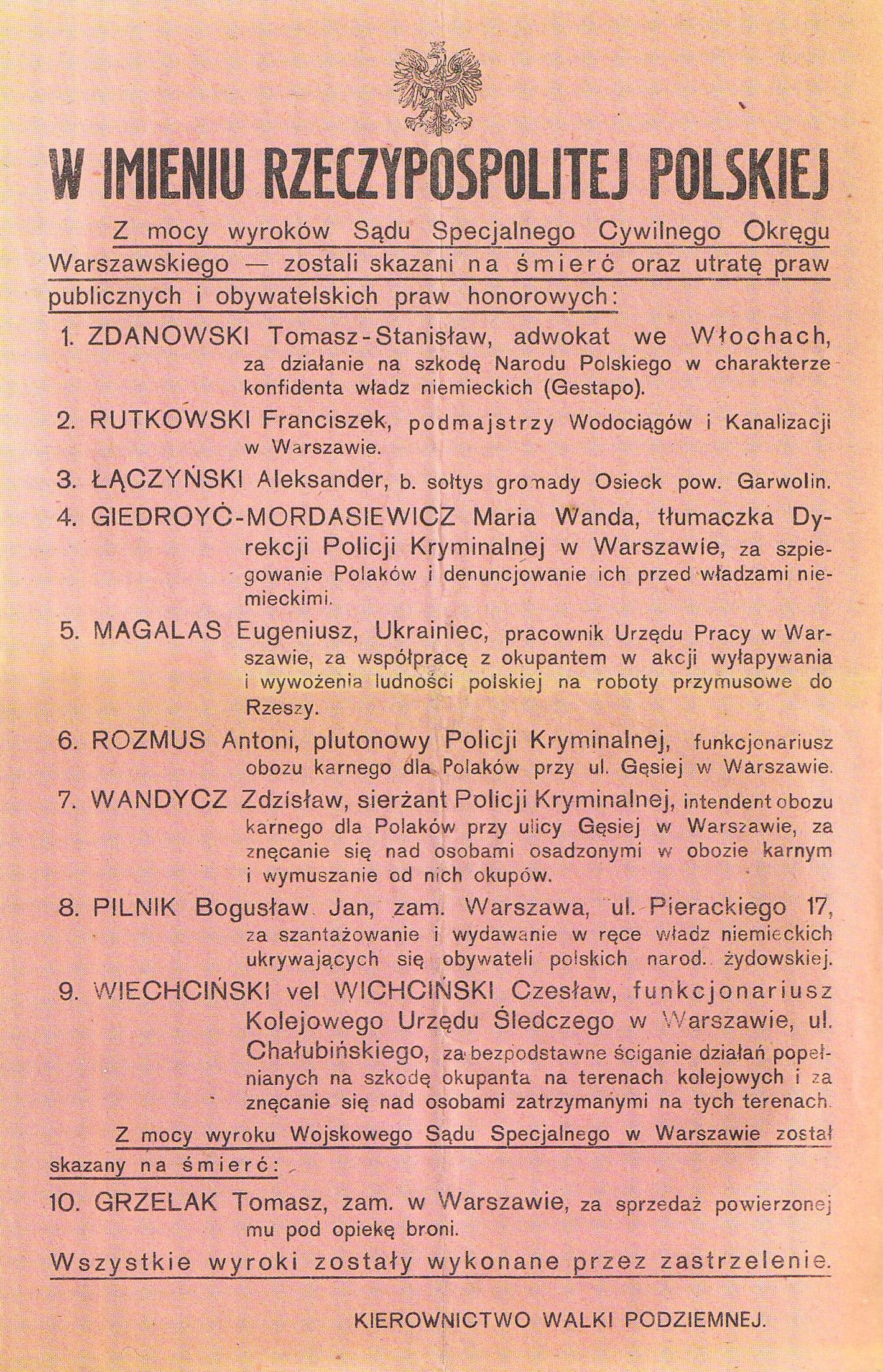
Plakat Kierownictwa Walki Podziemnej informujący o wykonanych wyrokach śmierci, w tym na szmalcowniku Bogusławie Pilniku, wrzesień 1943

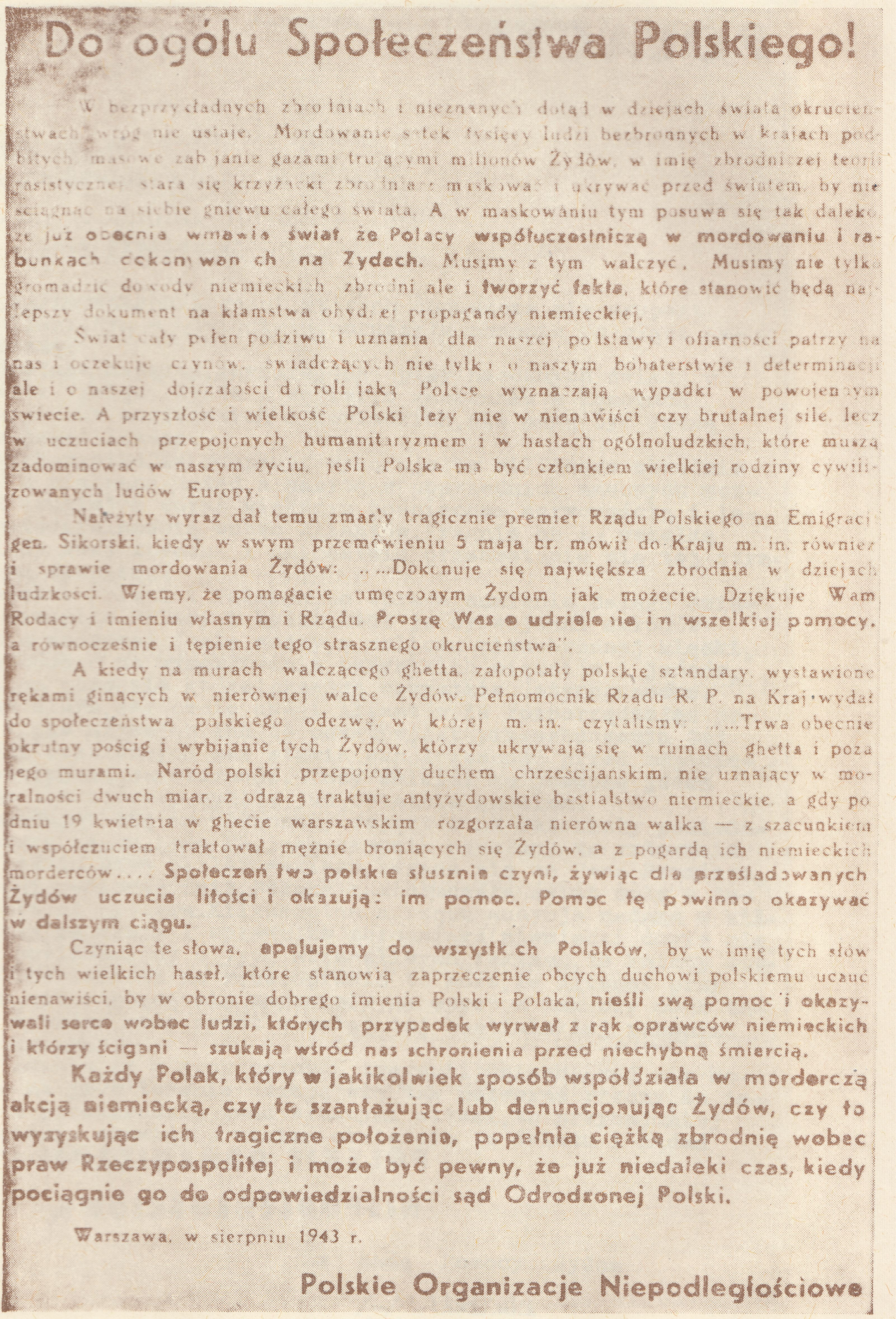
Ulotka z sierpnia 1943 wydana przez „Żegotę” i podpisana Polskie Organizacje Niepodległościowe, potępiająca szmalcownictwo oraz zapowiadająca kary dla osób, którym zostanie ono udowodnione

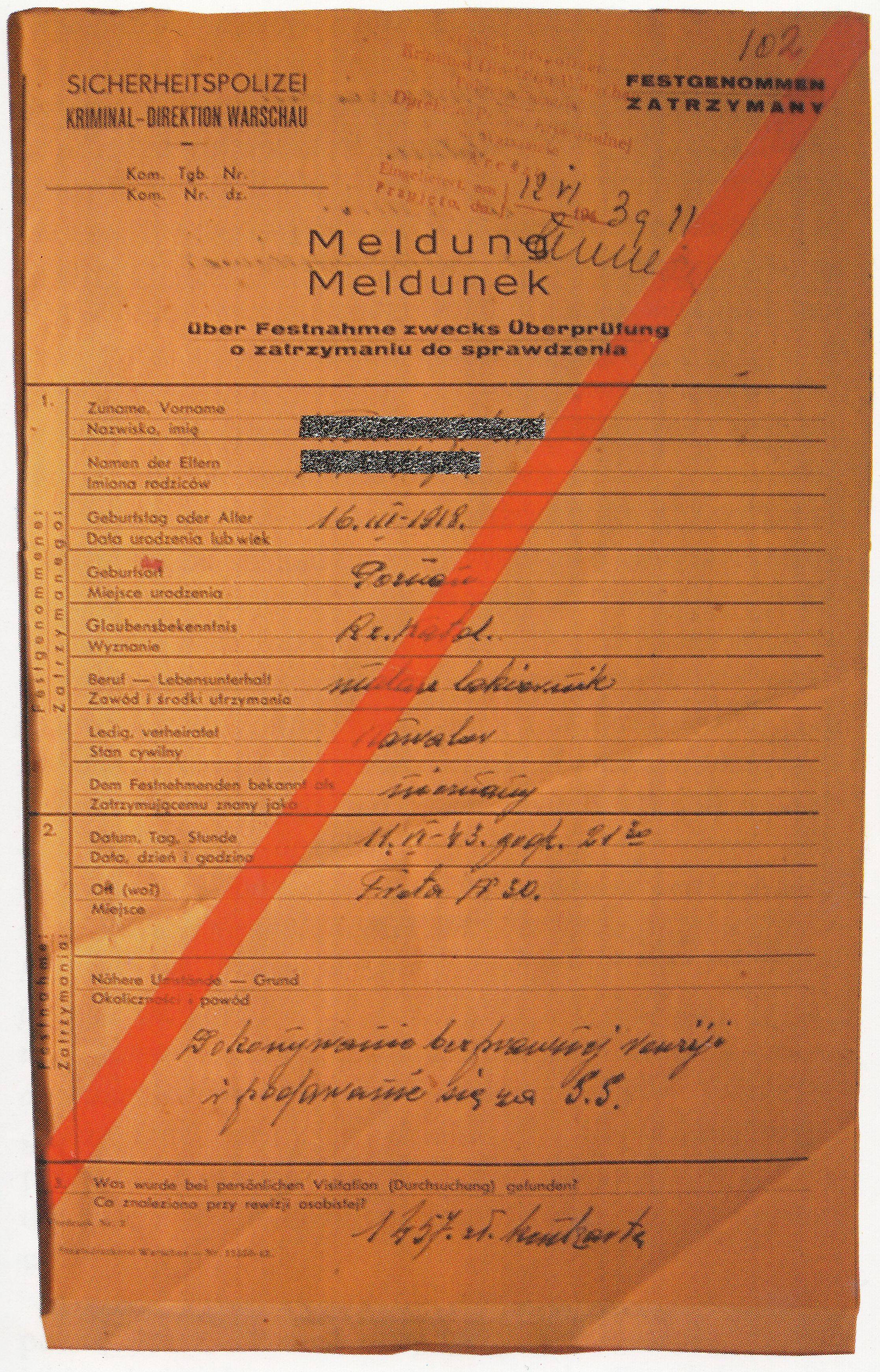
Meldunek policji w Warszawie o zatrzymaniu szmalcownika dokonującego bezprawnej rewizji i podającego się za funkcjonariusza SS (1943)

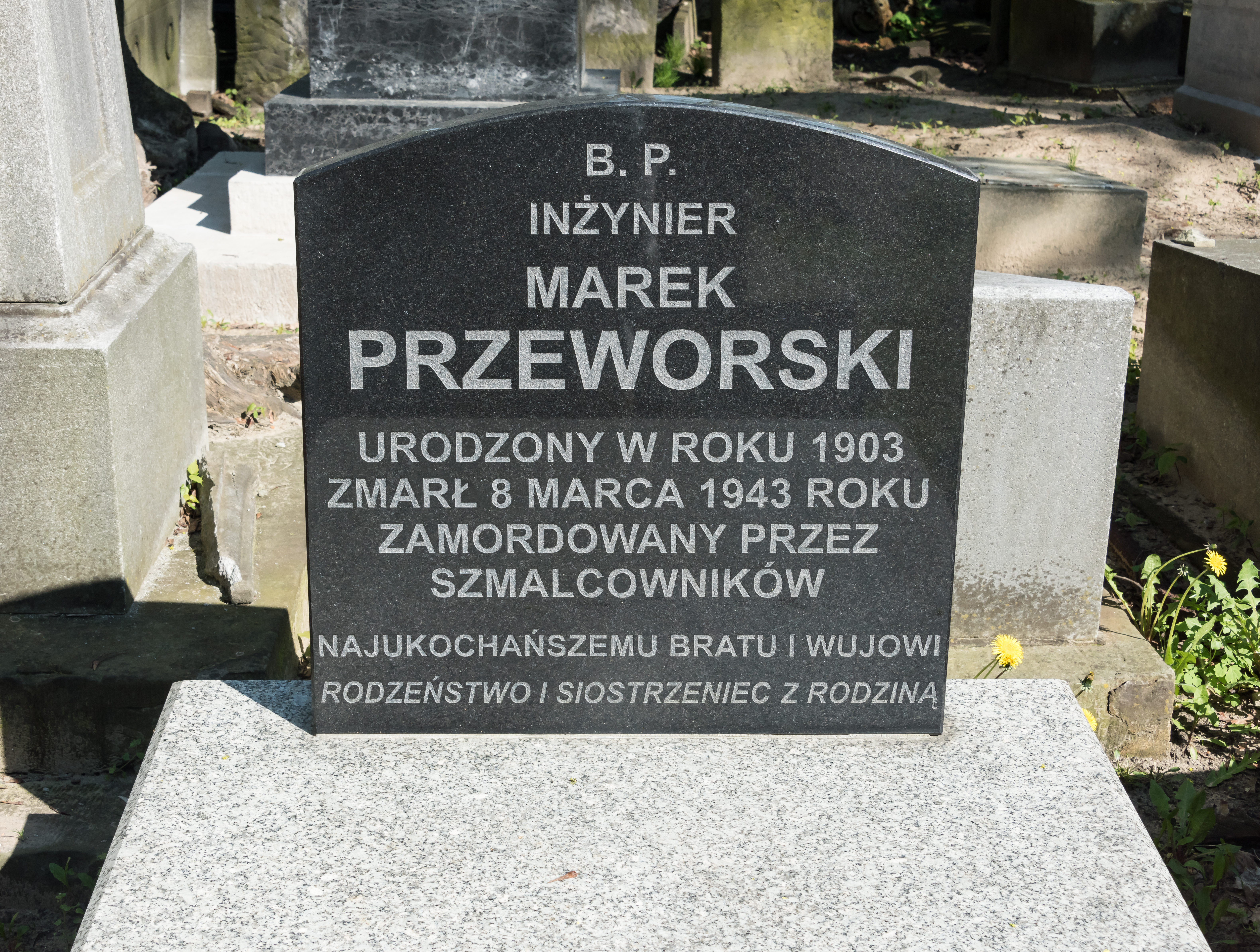
Grób Marka Przeworskiego, jednej z ofiar szmalcowników, na cmentarzu żydowskim w Warszawie

Szmalcownik – w czasie niemieckiej okupacji ziem polskich osoba szantażująca lub wymuszająca okup na ukrywających się Żydach lub pomagających im Polakach.

## Etymologia
Słowo wywodzi się z gwary złodziejskiej, pośrednio od niemieckiego Schmalz (smalec) , stąd „szmalec, szmal”, w znaczeniu „pieniądze użyte bez przestrzegania przepisów prawa”. To znaczenie powstało w związku ze zwrotami w języku polskim takimi jak między innymi „kto smaruje, ten jedzie” i „smarować” w znaczeniu „dawać łapówkę”. Słowo „szmal” użyte jako pieniądze nie pochodzi więc od niemieckiego „schmal” (wąski), a od skojarzenia ze słowem smalec, który był używany do smarowania, a innym znaczeniem słowa „smarowanie” było łapówkarstwo. Podobne zwroty występują w językach białoruskim i rosyjskim. 
W czasie okupacji słowem „szmalec” zaczęto określać okup, finansowy lub rzeczowy, wymuszony na ukrywających się Żydach i pomagających im Polakach w zamian za odstąpienie od denuncjacji. Stąd powstało gwarowe słowo „szmalcownik”, które w Polsce przed II wojną światową miało kilka podobnych znaczeń: przemytnik, paser lub łapówkarz. Pojęcie to występowało głównie w języku mówionym i nie było używane w formalnym języku prawa, w tym również w przepisach Polskiego Państwa Podziemnego, gdzie zamiast tego używano bardziej formalnych określeń.

## Działalność szmalcowników
Zjawisko szmalcownictwa było jednym z objawów załamania się norm współżycia społecznego po utracie suwerenności przez Polskę w 1939, które spowodowało duży wzrost przestępczości i zachowań kryminogennych. Bardzo rozpowszechniło się także donosicielstwo. 
Szmalcownictwo w największym natężeniu występowało w dużych miastach, gdzie okupacyjne władze niemieckie utworzyły getta, z których Żydzi uciekali, aby ukryć się po stronie „aryjskiej”. Było jednak także procederem dość rozpowszechnionym w mniejszych miejscowościach i na wsiach.
Szantażowanie Żydów rozpoczęło się jeszcze przed utworzeniem gett. Kolejne niemieckie regulacje antyżydowskie wprowadzane od października 1939 na terenie Generalnego Gubernatorstwa pokazywały, że ludność żydowska zostaje wyjęta spod prawa. Szczególne znaczenie dla szantażowania Żydów miało wprowadzenie przez Niemców nakazu noszenia przez nich opasek z Gwiazdą Dawida i coraz surowsze kary za niestosowanie się do niego. W odróżnieniu od przeciętnego Niemca, wielu Polaków potrafiło rozpoznać Żyda na podstawie wieloletnich bliskich kontaktów.
Niektórzy historycy dzielą osoby wymuszające okup na Żydach na szantażystów, działających w zorganizowanych gangach i systematycznie okradających swoje ofiary, oraz szmalcowników działających indywidualnie i wymuszających (najczęściej na ulicy) jednorazowy okup. Według innego podziału określenie szantażyści dotyczy ludzi dokonujących wymuszeń w pierwszych latach okupacji, kiedy Żydom nie groziła jeszcze kara śmierci za przebywanie poza gettami; natomiast szmalcownicy to określenie osób, które zdawały sobie sprawę, że po denuncjacji Żydów czeka ich pewna śmierć. Do szmalcowników nie zalicza się zwykle osób denuncjujących Żydów bez motywacji finansowych (z poczucia obowiązku, pobudek ideowych, osobistych czy strachu przed odpowiedzialnością zbiorową).
W Warszawie szmalcownicy szczególnie uważnie przyglądali się osobom wychodzącym z getta. Przy wszystkich przejściach i bramach do getta stały ich dziesiątki. Stali się plagą od wielkiej akcji deportacyjnej latem 1942 roku. Po likwidacji dzielnicy zamkniętej w maju 1943 roku szmalcownicy działali głównie w centralnych dzielnicach miasta, obserwując przechodniów. Później albo szli za ofiarą, aby dowiedzieć się, gdzie mieszka, albo zmuszali ją do wejścia np. do pustej klatki schodowej, gdzie żądali od niej oddania wszystkich pieniędzy i wartościowych przedmiotów, które miała przy sobie. Potrafili śledzić swoje ofiary, szantażować wielokrotnie i żądać stałych opłat „za milczenie”. Często po ograbieniu ofiar oddawali je w ręce Niemców. Z powodu denuncjacji i szantaży ze strony Polaków wielu Żydów wróciło do getta. 
Ze szmalcownikami współpracowało wielu granatowych policjantów, zapewniając im opiekę i informacje w zamian za część uzyskiwanych od Żydów pieniędzy. Wielu z nich brało udział w szantażowaniu ukrywających się Żydów. Mogli oni również zatrzymywać szantażowane osoby w aresztach, co pozwalało na wymuszanie znacznie wyższych okupów. Drugą grupą zawodową, której przedstawicieli szczególnie obawiali się ukrywający się Żydzi, byli dozorcy domów.
Niemcy wyznaczali nagrody za wydawanie Żydów, jednak szmalcownikom zwykle udawało się uzyskać od ukrywających się więcej pieniędzy. Wartość okupu różniła się w zależności od przypadku, jednak generalnie rosła w kolejnych latach wojny. Ofiary, które nie miały już pieniędzy na opłacanie się szmalcownikom, zwykle denuncjowano. Niemcy z reguły nie prowadzili śledztw w takich sprawach; Żydów i Polaków, którzy im towarzyszyli lub u których mieszkali, najczęściej szybko rozstrzeliwano. Niektórzy szmalcownicy, odebrawszy Żydówkom wszystkie pieniądze, dalszy okup pobierali w naturze, gwałcąc ukrywające się kobiety.
Szmalcownicy również bywali zatrzymywani przez policję niemiecką lub policję granatową, a następnie sądzeni przez sądy niemieckie, m.in. za bezprawne podawanie się za funkcjonariuszy Gestapo czy w związku z podejrzeniami o szerzenie korupcji wśród niemieckich urzędników.
Liczba szmalcowników jest nieznana. Historyk Gunnar Paulsson podaje, że w okupowanej Warszawie działało kilkaset gangów szmalcowniczych liczących razem 3–4 tysiące osób. Jan Grabowski zwraca uwagę, że nie jest jasne, czy liczba ta mówi o parających się szmalcownictwem na przestrzeni czterech lat okupacji, czy też o liczbie ludzi tropiących Żydów każdego dnia okupacji; dodatkowo dla wielu osób szmalcownictwo stanowiło zajęcie dorywcze. Grabowski odrzuca również tezę, że „szmalcownicy” rekrutowali się głównie spośród „przedwojennych kryminalistów i lokalnej hołoty”, i podaje, że „szmalcownicy rekrutowali się spośród wszystkich warstw społecznych”. Wśród 240 szmalcowników, którymi w latach 1940–1943 interesowały się sądy niemieckie w Warszawie, było tylko 20 osób skazanych przed wojną za przestępstwa kryminalne.

Zwykli rzemieślnicy, synowie inteligenccy czy robotnicy zajęli się zaś prześladowaniem Żydów, gdyż było to intratne i niespecjalnie ryzykowne zajęcie, które – przynajmniej w pewnych kręgach – nie pociągało za sobą groźby ostracyzmu społecznego.

Większość szmalcowników stanowili mężczyźni w wieku 25–40 lat. 
Trudno jest również oszacować liczbę ofiar szmalcowników. Oprócz przekazanych władzom niemieckim lub policji granatowej, a następnie  zamordowanych Żydów oraz pomagających im Polaków, skutkiem ubocznym szmalcownictwa był wzrost obojętności i strachu wśród osób, które w innych okolicznościach mogłyby pomóc szukającym schronienia Żydom, jednak nie zrobiły tego, gdyż obawiały się szantaży i donosów.
Zjawisko szmalcownictwa istniało w różnych formach we wszystkich państwach okupowanej Europy.

## Kary dla szmalcowników
29 grudnia 1942 Rada Pomocy Żydom („Żegota”) wystąpiła do Delegata Rządu na Kraj o wydanie deklaracji w sprawie szmalcownictwa. 18 marca 1943 Kierownictwo Walki Cywilnej podlegające Rządowi Rzeczypospolitej Polskiej na uchodźstwie ogłosiło:

Każdy Polak, który współdziała z ich morderczą akcją czy to szantażując, czy denuncjując Żydów, czy to wyzyskując ich okrutne położenie lub uczestnicząc w grabieży, popełnia ciężką zbrodnię wobec praw Rzeczypospolitej Polskiej i będzie niezwłocznie ukarany...

Ostrzeżenie Kierownictwa Walki Cywilnej, że wypadki szantażowania ukrywających się Żydów i pomagającym im Polaków są rejestrowane i będą karane, opublikowała prasa podziemna. Biuletyn Informacyjny Armii Krajowej zamieścił również własny artykuł pt. Hieny, a w kwietniu 1943 kolejne ostrzeżenie pod adresem szantażystów. Aby jak najszybciej powstrzymać falę szantaży „Żegota” wystąpiła z propozycją ogłoszenia fikcyjnych wyroków, jednak została ona odrzucona przez Delegaturę Rządu na Kraj.
Zapowiedź ścigania i karania szantażystów znalazła się w komunikacie o powstaniu Kierownictwa Walki Podziemnej, podpisanego przez Delegata Rządu i Komendanta Głównego AK. „Żegota” trzykrotnie (w maju, sierpniu i wrześniu 1943) wydała w nakładzie 25 tys. egz. ulotki podpisane Polskie Organizacje Niepodległościowe piętnujące szantaże i szmalcownictwo oraz zawierające apele do społeczeństwa polskiego o udzielanie pomocy Żydom.
Szmalcownicy zaczęli być skazywani na karę śmierci przez cywilne sądy specjalne w Warszawie i Krakowie. Wielu z nich było jednocześnie konfidentami władz niemieckich. Pierwsze wyroki na warszawskich szmalcownikach wykonywano jednak już wcześniej, w maju i czerwcu 1943, w ramach tzw. akcji „C” mającej za zadanie eliminację konfidentów, szmalcowników i agentów kolaborujących z niemieckim aparatem represji. Za tę działalność wyroki śmierci przez zastrzelenie wykonano m.in. na dwóch granatowych policjantach z XIII komisariatu, którzy zajmowali się szantażowaniem Polaków ukrywających Żydów.
5 lipca 1943 roku dwóch żołnierzy Gwardii Ludowej Jan Andrysiak oraz Roman Rycerz zlikwidowało szantażystę, który wydał uciekinierów z getta, rodzinę Wolfów ukrywających się w mieszkaniu przy ul. Łomiańskiej. 25 sierpnia oddział AK „Podkowa” wykonał wyrok na szmalcowniku Bogusławie Pilniku, który był jednocześnie konfidentem Gestapo. W Krakowie jeden z pierwszych wyroków wykonano 17 lipca 1943 na Janie Grabcu. 
Nasilenie akcji wymierzonych przeciw szmalcownikom nastąpiło jesienią 1943 i zimą 1943/1944 roku. W Warszawie 28 października oddział Kedywu OW AK zastrzelił plutonowego z 1 Agentury Kryminalnej Bolesława Szostaka. 5 listopada 1943 roku w kawiarni „Swann” przy Nowym Świecie patrol bojowy DB „3” zastrzelił Tadeusza Stefana Karcza. Dwóch kolejnych szmalcowników, kaprala granatowej policji Antoniego Pietrzaka oraz konfidenta Gestapo Jana Żmirkowskiego, Armia Krajowa zabiła w początku 1944 roku. 24 lutego 1944 wykonano wyrok śmierci na Janie Łakińskim, który mógł być także odpowiedzialny za denuncjację bunkra „Krysia”. Według Dariusza Libionki w Warszawie do wybuchu powstania warszawskiego wykonano wyroki śmierci na kilkunastu szmalcownikach.
Wyroki konspiracyjnego sądownictwa miały jednak niewielki wpływ na ogromną liczbę szantaży i denuncjacji. Zdaniem Władysława Bartoszewskiego liczba wyroków śmierci wydawanych wobec szmalcowników przez sądy Polski Podziemnej była znacząca, lecz z powodu trudności w ich wytropieniu działania te nie mogły skutecznie odstraszyć tych przestępców.
Szmalcownictwo za przestępstwo uznane zostało również w Polsce Ludowej. Artykuł 1 punkt 2 dekretu PKWN z 31 sierpnia 1944 o wymiarze kary dla faszystowsko-hitlerowskich zbrodniarzy winnych zabójstw i znęcania się nad ludnością cywilną i jeńcami oraz dla zdrajców Narodu Polskiego wydawanie Niemcom osób przez nich poszukiwanych ścigał jako zbrodnię karaną śmiercią i sądził w procesach sądowych zwanych (od daty wydania dekretu) w tak zwanych „sierpniówkach”. Wymuszanie zaś od takich osób pieniędzy (artykuł 2) karą pozbawienia wolności do lat 15 lub dożywotnim pozbawieniem wolności. Tych szmalcowników, których ofiary nie straciły życia, objęła amnestia z 1956.

## W kulturze
W prozie polskiej słowo to pojawia się w napisanej w latach 1955–1956 powieści Romana Bratnego Kolumbowie. Rocznik 20. Słowo to występuje czterokrotnie w pierwszym tomie, z tego trzy razy w dosłownym znaczeniu, którego używał Bratny, czyli bestii – nikczemnego łapownika, który chce najpierw przyjąć pieniądze od ofiary, a następnie wydać ją na śmierć, a raz w przenośni („moralny szmalcownik”, XXII, tom 1).
Andrzej Polkowski, autor polskiego przekładu cyklu książek o Harrym Potterze, występujące w oryginale określenie snatchers oddał jako „szmalcownicy”; powieściowi szmalcownicy służyli reżimowi Voldemorta, który – jak zauważył tłumacz – również głosił ideę „czystości krwi”.
Polscy szmalcownicy są ukazani na stronach komiksu Maus Arta Spiegelmana. W komiksie szmalcownicy pobierają od Żydów opłatę za transport na Węgry, jednakże, zamiast pomóc w transporcie, wydają ich w ręce Niemców.